# 56e corps d'armée (Allemagne)
Pour les articles homonymes, voir 56e corps d'armée.
Le 56e corps d'armée (en allemand : LVI. Armeekorps) était un corps d'armée de l'armée de terre allemande: la Heer au sein de la Wehrmacht pendant la Seconde Guerre mondiale.

## Hiérarchie des unités
| Nom          | Nbre d'hommes       | Unités subalternes                | Grade de commandement                 |
| ------------ | ------------------- | --------------------------------- | ------------------------------------- |
| Heeresgruppe | + 300 000           | 2 à + Armeen (Armées)             | Generaloberst ou Generalfeldmarschall |
| Armee        | + 100 000 - 300 000 | 2 à + Armeekorps (Corps d'armées) | General ou Generaloberst              |
| Armeekorps   | + 30 000 - 80 000   | 2 à + Divisionen (Division)       | Generalleutnant ou General            |
| Division     | + 10 000 – 20 000   | 2 à 6 Brigaden (Brigade)          | Generalmajor ou Generalleutnant       |
| Brigade      | + 3 000 – 5 000     | jusqu'à 3 Regimentern (Régiment)  | Oberst ou Generalmajor                |

## Historique
Le 56e corps d'armée allemand est formé le 15 février 1941 à Bad Salzuflen dans le Wehrkreis VI.
Il est renommé LVI. Panzerkorps le 1er mars 1942.

## Organisations

### Commandants successifs
| Date                                | Grade                     | Commandant         |
| ----------------------------------- | ------------------------- | ------------------ |
| 27 février 1941 - 12 septembre 1941 | General der Infanterie    | Erich von Manstein |
| 13 septembre 1941 - 1er mars 1942   | General der Panzertruppen | Ferdinand Schaal   |

### Chef des Generalstabes
| Date                         | Grade       | Commandant                     |
| ---------------------------- | ----------- | ------------------------------ |
| 15 mars 1941 - 1er mars 1942 | Oberst i.G. | Harald Freiherr von Elverfeldt |

### 1. Generalstabsoffizier (Ia)
| Date                          | Grade      | Commandant        |
| ----------------------------- | ---------- | ----------------- |
| Février 1941 - Novembre 1941  | Major i.G. | Erich Dethleffsen |
| Novembre 1941 - 1er mars 1942 | Major i.G. | Guido von Kessel  |

## Théâtres d'opérations
- Allemagne : Janvier 1941 - juin 1941
- Front de l'Est : Juin 1941 - Mars 1942

### Rattachement d'Armées
| Date         | Armée          | Groupe d'Armées    |
| ------------ | -------------- | ------------------ |
| 1941         |                |                    |
| Avril        | 11. Armee      | Heeresgruppe C     |
| Mai          | Panzergruppe 3 | OKH                |
| Juin         | Panzergruppe 4 | Heeresgruppe Nord  |
| 16 août      | 16. Armee      | Heeresgruppe Nord  |
| 17 septembre | Panzergruppe 3 | Heeresgruppe Mitte |
| 1942         |                |                    |
| 1er janvier  | 3. Panzerarmee | Heeresgruppe Mitte |
| 21 janvier   | 9. Armee       | Heeresgruppe Mitte |

### Unités subordonnées

#### Unités organiques
- Arko 125
- Feldpostamt 456
- Feldgendarmerietrupp 456
- Korps-Nachschubtruppen 456
- Korps-Nachrichten-Abteilung 456

#### Unités rattachées
22 juin 1941
- 8. Panzer-Division
- 3. Infanterie-Division
- 290. Infanterie-Division

27 août 1941
- 3. Infanterie-Division
- SS-Totenkopf-Division

2 octobre 1941
- 129. Infanterie-Division
- 7. Panzer-Division
- 6e Panzerdivision

11 octobre 1941
- 14. Infanterie-Division
- 129. Infanterie-Division
- 7. Panzer-Division
- 6e Panzerdivision

30 octobre 1941
- 14. Infanterie-Division
- 7. Panzer-Division

17 novembre 1941
- 14. Infanterie-Division
- 7. Panzer-Division

4 décembre 1941
- 36. Infanterie-Division
- 14. Infanterie-Division
- 7. Panzer-Division

24 décembre 1941
- 14. Infanterie-Division
- 7. Panzer-Division
- 6e Panzerdivision
- Lehr-Infanterie-Brigade 900 (mot.)

2 janvier 1942
- 14. Infanterie-Division
- 7. Panzer-Division
- Lehr-Infanterie-Brigade 900 (mot)

28 janvier 1942
- 14. Infanterie-Division
- 7. Panzer-Division
- 6e Panzerdivision
- Lehr-Infanterie-Brigade 900 (mot)

18 février 1942
- 14. Infanterie-Division
- 7. Panzer-Division

## Sources
- (de) LVIe Armeekorps sur lexikon-der-wehrmacht.de